# Gyeonghuigung
Gyeonghuigung (경희궁?, 慶熙宮?) era uno dei cinque grandi palazzi costruiti dai sovrani della Dinastia Joseon. Si trova a Seul, in Corea del Sud.
Durante la seconda metà del periodo Joseon, il Gyeonghuigung veniva considerato il secondo palazzo del re, al quale quest'ultimo si recava nei momenti di emergenza. Situato ad ovest di Seul, veniva inoltre chiamato Seogwol, ovvero “il palazzo occidentale”. Nel palazzo risiedettero circa dieci re appartenenti alla dinastia Joseon: dal re Injo fino a re Cheoljong. L'edificio venne costruito usando la geografia irregolare del territorio, dovuta alle catene circostanti. Per un certo periodo di tempo fu di dimensioni notevoli, fino ad avere un ponte che lo collegava al palazzo Deoksugung. Gli edifici Sungjeongjeon e Jajeongjeon erano adibiti ai reali, mentre quelli di Yungbokjeon e Hoesangjeon disponevano delle camere da letto. Nel complesso, all'interno dei terreni del palazzo, vi erano circa cento tra piccoli e grandi edifici, ma quando il Giappone iniziò l'occupazione della Corea nel 1908, la scuola giapponese, la scuola media di Gyeongseong, si spostò nel palazzo e ciò causò la demolizione o il trasferimento di una buona porzione del palazzo. In epoca moderna il portale frontale del palazzo, Heunghwamun, viene utilizzato come portale frontale dell'entrata principale dell'Hotel Shilla, e Sungjeongjeon si trova presso l'Università Dongguk. La scuola è stata trasferita in un'area diversa, mentre Sungjeongjeon ed altri edifici sono stati ricostruiti.

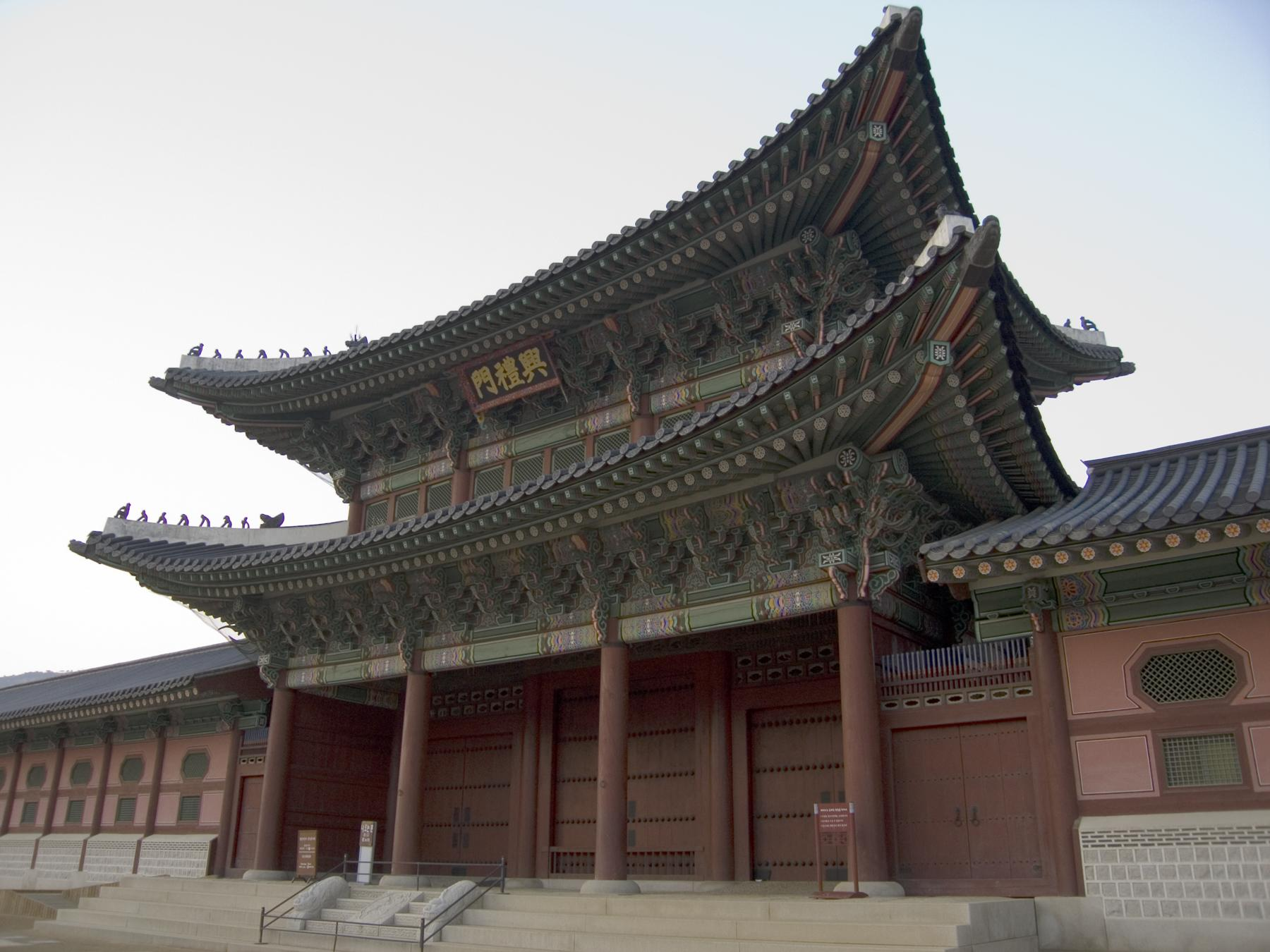
Gyeonghuigung